# باشگاه فوتبال اورتون وینیا دل مار
باشگاه فوتبال اورتون د وینیا دل مار (انگلیسی: Everton de Viña del Mar) یک باشگاه فوتبال از شیلی است که در شهر وینیا دل مار واقع شده است. این باشگاه در لیگ برتر فوتبال شیلی فعالیت دارد.

## هماورد
هماورد اصلی اورتون، باشگاه فوتبال سانتیاگو واندررس است که در شهر والپارایسو قرار دارد.